# Khi các bà sơ hành động
Khi các bà sơ hành động (tiếng Anh: Sister Act) là một phim hài âm nhạc Mỹ được công chiếu lần đầu năm 1992 của đạo diễn Emile Ardolino và được viết bởi Joseph Howard, với sự phối âm của Marc Shaiman. Phim có sự tham gia của Whoopi Goldberg trong vai trò ca sĩ phòng trà buộc phải ẩn náu trong một tu viện sau khi được đưa vào một chương trình bảo vệ nhân chứng. Phim cũng có góp mặt của các diễn viên Maggie Smith, Kathy Najimy, Wendy Makkena, Mary Wickes và Harvey Keitel.
Sister Act là một trong những bộ phim hài thành công nhất về mặt tài chính vào đầu những năm 1990, thu về $ 230 triệu trên toàn thế giới. Bộ phim đã tạo ra một nhượng quyền thương mại, bao gồm phần tiếp theo năm 1993, Sister Act 2: Back in the Habit, và một bản chuyển thể âm nhạc, được công chiếu vào năm 2006. Một phiên bản làm lại của Sister Act đang được thực hiện. Vào ngày 7 tháng 12 năm 2018, đã xác nhận rằng Regina Y. Hicks và Karin Gist đã được thuê để viết kịch bản cho Sister Act 3 sẽ được phát hành trên Disney +.

## Nội dung
Năm 1968, cô bé Deloris Wilson hãy còn là nữ sinh nghịch ngợm trong một trường trung học Công giáo. Năm 1992, Deloris trưởng thành và là một ca sĩ phòng trà ở Reno, Nevada, với nghệ danh "Deloris Van Cartier". Sau khi Deloris chứng kiến bạn trai của mình, vốn là một trùm xã hội đen Vince LaRocca xử tử một người cung cấp thông tin, trung úy cảnh sát Eddie Souther đã đưa cô vào chương trình bảo vệ nhân chứng. Cô được đưa đến tu viện Saint Katherine, một tu viện nữ kín ở một khu phố tại thành phố San Francisco.
Mẹ bề trên của tu viện rất miễn cưỡng đồng ý che giấu cho Deloris, vì khoản tiền tài trợ của cảnh sát cho tu viện. Ẩn dấu dưới cái tên giả, "sơ Mary Clarence", Deloris phải vật lộn với cuộc sống tu viện, và lẻn đến một quán bar, theo sau là hai nữ tu Mary Patrick và Mary Robert. Họ bị bắt và Mẹ bề trên buộc Deloris tham gia ca đoàn. Với kinh nghiệm và kiến thức âm nhạc của mình, Deloris biến đổi ca đoàn, vốn rất nhàm chán, trở nên sống động và giúp thu hút được nhiều tín đồ đến giáo đường.
Trong thánh lễ Chủ nhật, Deloris chỉ huy dàn hợp xướng ca đoàn khởi đầu bằng phong cách biểu diễn truyền thống "Lạy Nữ vương", trước khi chuyển sang phong cách mới pha trộn giữ phúc âm và rock&roll. Mặc dù Mẹ bề trên vô cùng tức giận, cha xứ O'Hara lại rất vui vì buổi biểu diễn không chính thống của ca đoàn đã thu hút được nhiều người đến với giáo đường. Bị thuyết phục bởi Deloris, ông cho phép các nữ tu sửa sang lại giáo đường và dọn dẹp khu phố.
Souther rất bực mình khi nhìn thấy Deloris gần như bị lộ trên truyền hình, khi mà Vince đã treo tiền thưởng rất cao để tìm ra cô. Tuy vậy, dàn hợp xướng vẫn tiếp tục làm kinh ngạc giáo dân và du khách với bản tái hiện " My Guy " - được viết lại thành "My God" - và các nữ tu thu hút sự chú ý của truyền thông vì đã hồi sinh khu phố.
Cha O'Hara thông báo cho tu viện rằng Giáo hoàng John Paul II, khi nghe về thành công của ca đoàn, sẽ đến thăm nhà thờ. Deloris nói với Mẹ bề trên rằng khi phiên tòa xét xử Vince được mở, có nghĩa là cô sẽ sớm rời đi, và Mẹ bề trên cũng tiết lộ rằng bà đã xin từ chức, và tin rằng bà không còn phù hợp với tu viện nữa. Cùng khi đó, Souther phát hiện ra một người thanh tra tha hóa trong chính đơn vị của mình, y đã tiết lộ nơi ẩn náu của Deloris cho Vince. Souther nhanh chóng chạy đến San Francisco để cảnh báo Deloris, nhưng cô đã bị người của Vince bắt cóc.
Sau khi nhận được tin dữ, Mẹ bề trên tiết lộ danh tính của Deloris cho các nữ tu, và họ quyết định đuổi theo để giải cứu cho cô, bằng cách gây áp lực một phi công trực thăng để đưa họ đến Reno. Tại đây, Vince ra lệnh cho thuộc hạ giết Deloris, nhưng không ai dám bắn cô trong khi cô vẫn đang mặc trang phục của một nữ tu. Lợi dụng sự bất cẩn của thuộc hạ Vince, Deloris chạy trốn vào sòng bạc và được các nữ tu tìm cách đưa cô trốn thoát. Tuy nhiên, họ bị mắc kẹt trong phòng chờ của sòng bạc và Deloris bị Vince phát hiện. May mắn là Souther đã đến kịp và đã bắt giữ được Vince và thuộc hạ.
Cảm ơn Deloris vì những gì cô đã làm, Mẹ bề trên quyết định ở lại tu viện. Trở về San Francisco, dàn hợp xướng, do Deloris chỉ huy, đã trình diễn bài hát " Tôi sẽ theo Ngài " trước rất đông khán giả tại giáo đường Saint Katherine, nhận được sự hoan nghênh nhiệt liệt từ tất cả mọi người, kể cả Giáo hoàng.

## Diễn viên
- Whoopi Goldberg... Deloris Van Cartier 
  - Isis Carmen Jones... Deloris Wilson lúc nhỏ
- Maggie Smith... Mẹ bề trên
- Harvey Keitel... Vince LaRocca
- Bill Nunn... Trung úy Eddie Souther
- Mary Wickes... sơ Mary Lazarus
- Kathy Najimy... sơ Mary Patrick
- Wendy Makkena... sơ Mary Robert (giọng hát: Andrea Robinson)
- Joseph Maher... cha xứ O'Hara
- Robert Miranda... Joey
- Richard Portnow... Willy
- Rose Parenti... sơ Alma
- Jim Beaver... Clarkson
- Jenifer Lewis... Michelle
- Charlotte Crossley... Tina
- AJ Johnson... Lewanda
- Lois de Banzie... Immaculata
- Max Grodénchik... Ernie
- Joseph G. Medalis... Henry Parker
- Michael Durrell.. Larry Merrick
- Toni Kalem... Connie LaRocca
- Eugene Greytak... Giáo hoàng John Paul II

Các nữ tu
- Ellen Albertini Dow
- Carmen Zapata
- Pat Crawford Brown
- Prudence Wright Holmes
- Georgia Creighton
- Susan Johnson
- Ruth Kobart
- Susan Browning
- Darlene Koldenhoven
- Sheri Izzard
- Edith Diaz
- Beth Fowler

## Sản xuất

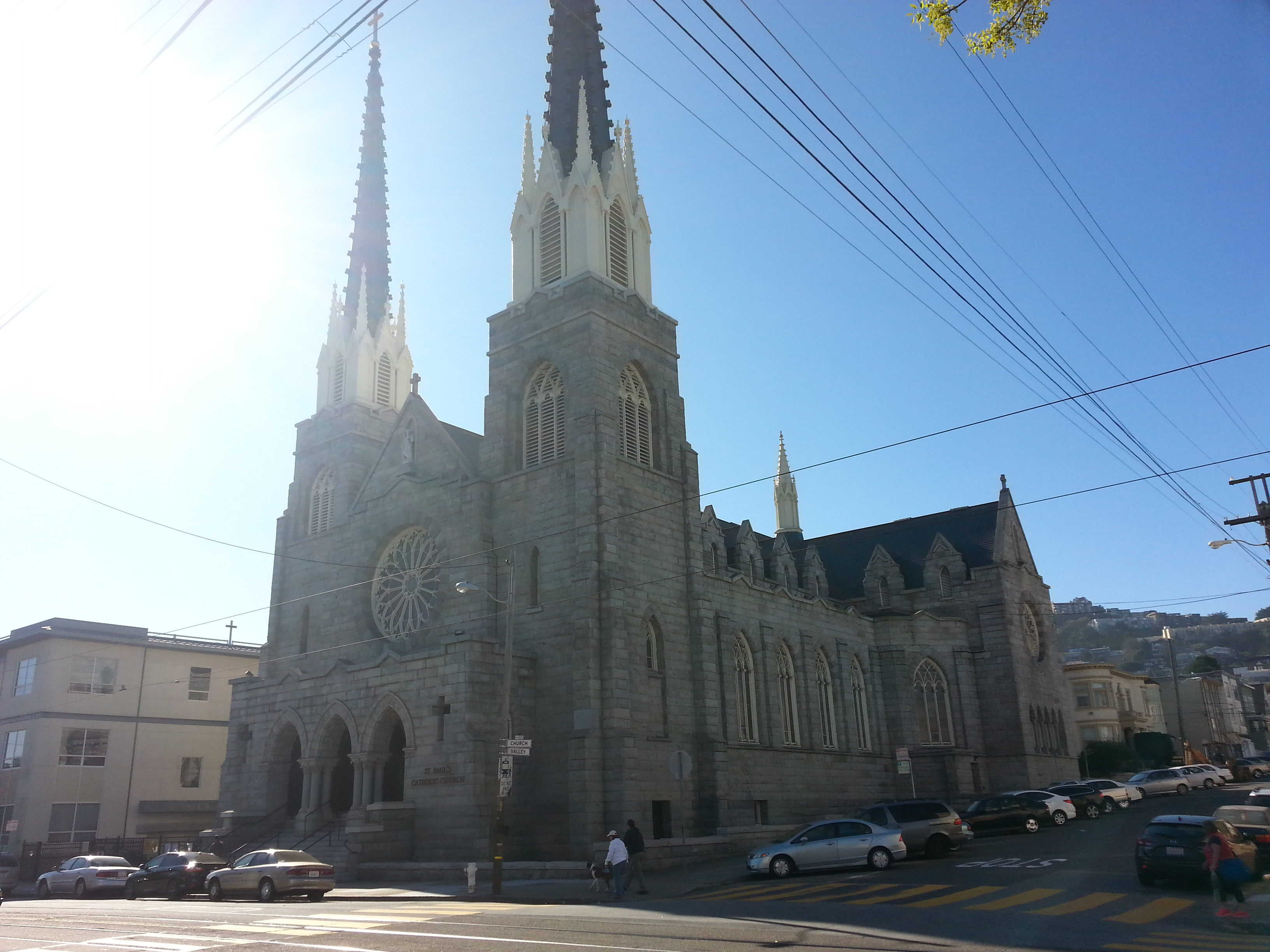
Nhà thờ Công giáo St. Paul ở San Francisco, được sử dụng trong phim với tên Saint Katherine's.

Nhà biên kịch Paul Rudnick đã giới thiệu Sister Act cho nhà sản xuất Scott Rudin vào năm 1987, với dự định Bette Midler cho vai chính. Kịch bản sau đó đã được đưa đến Disney. Tuy nhiên, Midler sau đó đã từ chối vai trò này, vì sợ rằng người hâm mộ của cô sẽ không muốn thấy cô đóng vai một nữ tu. Cuối cùng, Whoopi Goldberg đã ký hợp đồng đóng vai chính. Khi sản xuất bắt đầu, kịch bản đã được viết lại bởi một nửa tá nhà biên kịch, bao gồm Carrie Fisher, Robert Harling và Nancy Meyers. Với bộ phim không còn giống với kịch bản gốc của mình, Rudnick yêu cầu được ghi nhận với một bút danh trong phim, như là "Joseph Howard".
Bối cảnh nhà thờ nơi Deloris ẩn náu được chọn là là Nhà thờ Công giáo St. Paul, tọa lạc tại góc phố Thung lũng (Valley) và Nhà thờ (Church) ở Noe Valley, một khu phố trung lưu của San Francisco. Các mặt tiền cửa hàng ở phía đối diện của nhà thờ, đã được sửa sang lại để tạo ra bối cảnh một khu phố tồi tàn trong phim.
Mặc dù trong phim các nữ tu được mô tả là thuộc dòng tu Carmel của sơ Mary Patrick, nhưng trang phục của họ lại gần tương tự như của các nữ tu của Thánh Giuse của Dòng thứ ba của Thánh Phanxicô (trừ thánh giá). Tuy nhiên, các thành viên của Hội dòng này trên thực tế không còn mặc trang phục như truyền thống của họ nữa.

## Nhạc phim
Nhạc nền của bộ phim được Hollywood Records phát hành vào ngày 9 tháng 6 năm 1992 kết hợp với bộ phim, xen lẫn trong các phân đoạn trình diễn của chính các diễn viên trong phim, các bài hát được thu âm trước được sử dụng như một phần của nhạc nền và nhạc cụ sáng tác của Marc Shaiman cho bộ phim. Album nhạc phim ra mắt ở # 74 và cuối cùng đạt # 40 trên Bảng xếp hạng 200 album hàng đầu của Billboard  nơi nó được xếp hạng trong 54 tuần. Album đã nhận được chứng nhận Vàng từ RIAA cho lô hàng 500.000 bản vào ngày 13 tháng 1 năm 1993.
1. "The Medley Lounge" (" (Tình yêu giống như một) Sóng nhiệt " / "Chàng trai của tôi " / " Tôi sẽ theo anh ấy ") - Deloris & The Ronelles
2. "Kẻ giết người" (công cụ)
3. "Bắt đầu thói quen" (công cụ)
4. "Giải cứu tôi " - Fontella Bass
5. " Kính chào Nữ hoàng " - Deloris & Chị em
6. " Lăn với tôi Henry " - Etta James
7. "Gravy For My nghiền khoai tây" - Dee Dee Sharp
8. " My Guy (My God) " - Deloris & The Sisters
9. " Just a Touch Of Love (Everyday) " - Nhà máy âm nhạc C + C
10. "Deloris bị bắt cóc" (công cụ)
11. "Nữ tu giải cứu" (công cụ)
12. "Finale: Tôi sẽ theo anh ấy ('Chariot')" - Deloris & The Sisters
13. " Shout " - Deloris & Chị em & Ronelles
14. "Nếu chị tôi gặp rắc rối" - Lady Soul

- Giọng hát cho nhân vật "Mary Robert" được thể hiện bởi giọng ca Andrea Robinson.

## Tiếp nhận
Bộ phim đã nhận được sự đón nhận tích cực từ các nhà phê bình, giữ tỷ lệ 73% trên Rotten Tomatoes dựa trên 26 đánh giá. Roger Ebert của tờ Chicago Sun-Times đã trao cho Sister Act 2,5 ngôi sao trong số 4 ngôi sao có thể. Ông viết rằng Goldberg và Wickes đều mang đến những màn trình diễn hài hước nhưng tổng thể bộ phim "đóng vai như một cơ hội bị bỏ lỡ" do nhịp độ chậm và rắc rối khi lồng ghép các cảnh tội phạm có tổ chức vào một bộ phim hài. Metacritic đã cho bộ phim điểm 51 dựa trên 23 đánh giá, cho biết "đánh giá hỗn hợp hoặc trung bình".
Bộ phim đã nhận được hai đề cử Quả cầu vàng:
- Phim hay nhất - Nhạc kịch hay Hài kịch
- Nữ diễn viên xuất sắc nhất - Phim hài hay nhạc kịch (Goldberg)

Viện phim Mỹ công nhận:
- 100 năm của AFI... 100 tiếng cười được đề cập [16]

### Doanh thu phòng vé
Bộ phim là một thành công về doanh thu phòng vé, thu 139,6 triệu đô la trong nước và 92 triệu đô la ở nước ngoài, thu về hiệu quả 231,6 triệu đô la trên toàn thế giới, trở thành bộ phim có doanh thu cao thứ tám trên toàn thế giới vào năm 1992. Nó giữ vị trí số 2 trong bốn tuần, sau Lethal Weapon 3, Patriot Games và Batman Returns liên tiếp.

### Tranh cãi và kiện cáo
Vào ngày 10 tháng 6 năm 1993, nữ diễn viên Donna Douglas và cộng sự của cô là Curt Wilson trong Associated Artists Entertainment, Inc., đã đệ đơn kiện 200 triệu đô la chống lại Disney, Whoopi Goldberg, Bette Midler, công ty sản xuất của họ và Cơ quan nghệ sĩ sáng tạo tuyên bố bộ phim bị đạo văn từ một cuốn sách A Nun in the Closet thuộc sở hữu của các đối tác. Douglas và Wilson tuyên bố rằng vào năm 1985 họ đã phát triển một kịch bản cho cuốn sách. Vụ kiện đã tuyên bố rằng có hơn 100 điểm tương đồng và đạo văn giữa bộ phim và cuốn sách / kịch bản thuộc sở hữu của Douglas và Wilson. Vụ kiện tiếp tục tuyên bố rằng kịch bản phát triển đã được đệ trình lên Disney, Goldberg và Midler ba lần trong năm 1987 và 1988.
Năm 1994, Douglas và Wilson đã từ chối lời đề nghị trị giá 1 triệu đô la trong nỗ lực để thắng kiện. Thẩm phán thấy có lợi cho Disney và các bị cáo khác. Wilson đã tuyên bố vào thời điểm đó, họ sẽ phải sao chép nguyên văn của chúng tôi để chúng tôi thắng thế.
Vào tháng 11 năm 2011, một nữ tu tên Delois Blakely đã đệ đơn kiện Công ty Walt Disney và Sony Pictures tuyên bố rằng The Harlem Street Nun, một cuốn tự truyện mà cô viết vào năm 1987, là cơ sở cho bộ phim năm 1992. Cô bị cáo buộc rằng một nhà điều hành phim bày tỏ sự quan tâm đến các quyền đối với bộ phim sau khi cô viết một bản tóm tắt ba trang. Cô bị kiện vì "vi phạm hợp đồng, chiếm đoạt sự giống nhau và làm giàu bất công". Blakely đã bỏ vụ kiện ban đầu vào tháng 1 năm 2012 để phục vụ một vụ kiện mạnh mẽ hơn vào cuối tháng 8 năm 2012 với Tòa án Tối cao New York, yêu cầu bồi thường thiệt hại 1 tỷ đô la từ Disney. Đầu tháng 2 năm 2013, Tòa án Tối cao New York đã bác bỏ vụ kiện với định kiến, trao thưởng không có thiệt hại cho Blakely.

## Phương tiện truyền thông gia đình
DVD Vùng 1 được phát hành vào ngày 6 tháng 11 năm 2001; tuy nhiên, đĩa không có cải tiến biến dạng, tương tự như DVD đầu tiên của Buena Vista Home Entertainment.   Các tính năng đặc biệt bao gồm đoạn giới thiệu sân khấu của bộ phim; video âm nhạc cho "I Will Follow Him" của Deloris và các nữ tu, và"If My Sister's in Trouble" của Lady Soul, cả hai đều có clip từ bộ phim.
Blu-ray toàn khu vực bao gồm cả hai bộ phim được phát hành vào ngày 19 tháng 6 năm 2012, với cả hai bộ phim được trình chiếu ở 1080p. Bộ 3 đĩa cũng bao gồm cả hai phim trên DVD với các tính năng bonus giống như các bản phát hành trước.

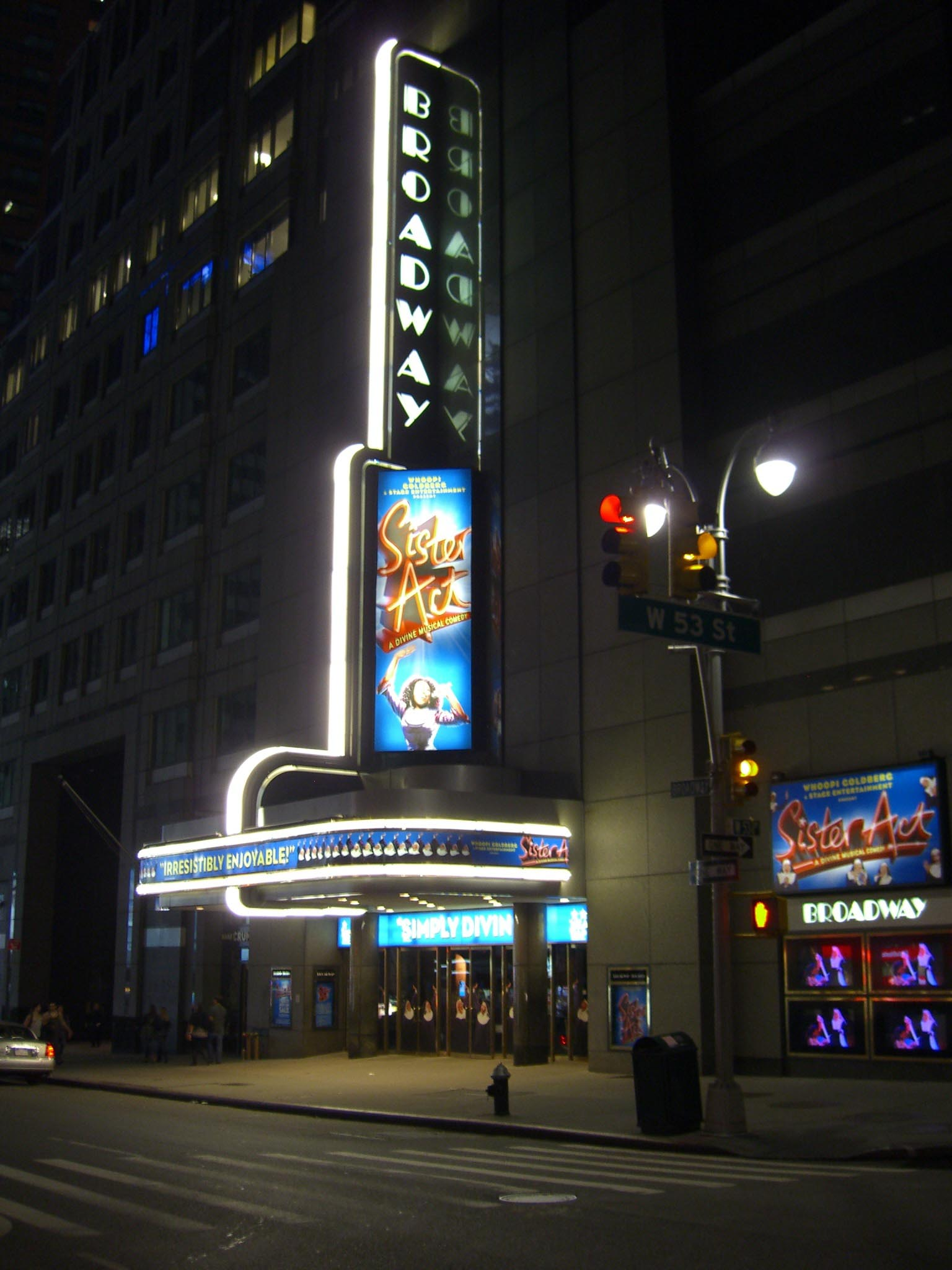
Một vở kịch dựa trên bộ phim được trình diễn tại Nhà hát Broadway ở Quảng trường Thời đại, Manhattan, bắt đầu vào năm 2011.